# Hyles transcaspica
Hyles transcaspica är en fjärilsart som beskrevs av Bang-haas 1936. Hyles transcaspica ingår i släktet Hyles och familjen svärmare. Inga underarter finns listade i Catalogue of Life.